# Montgomery (Regno Unito)

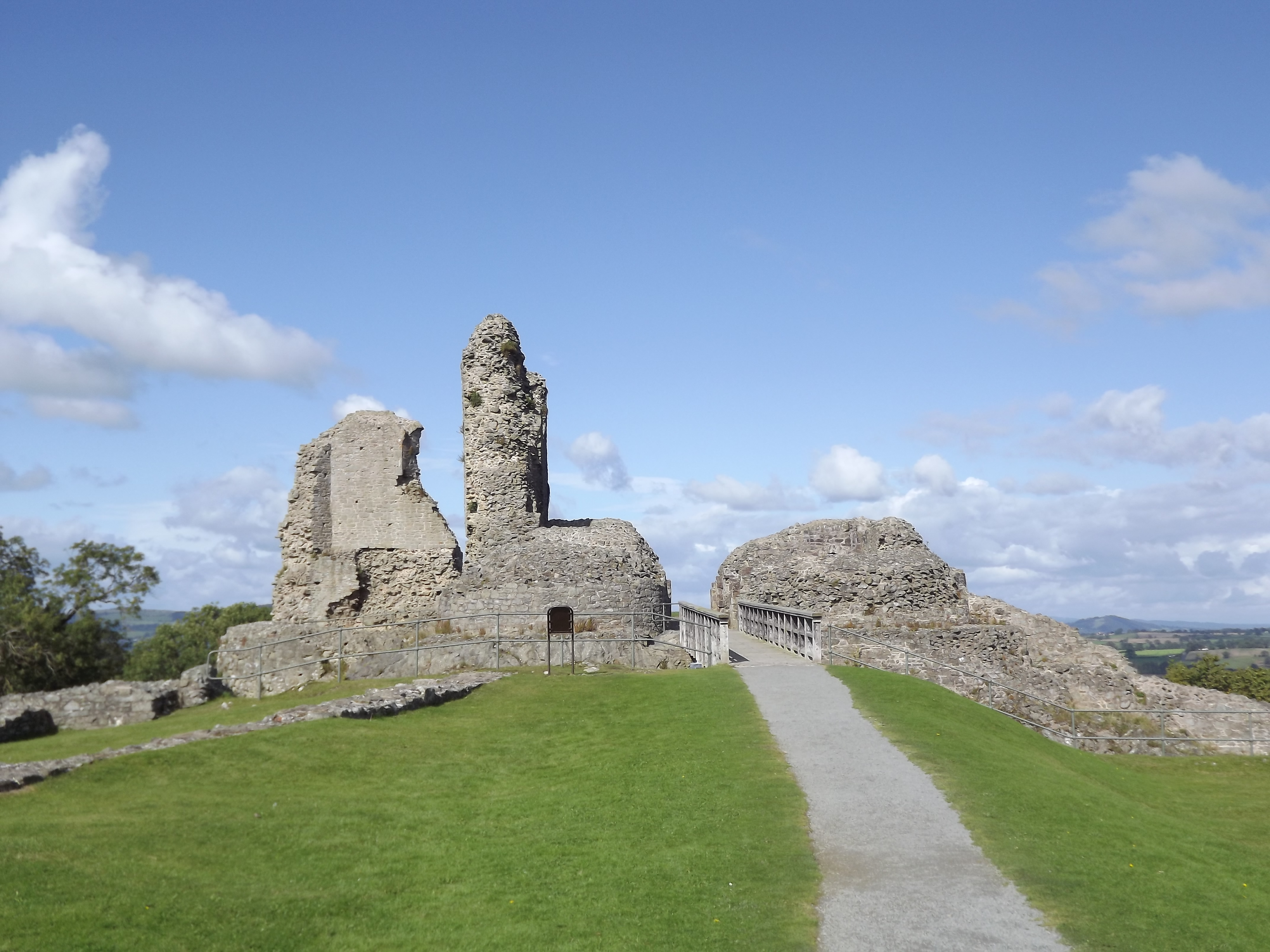
Montgomery (Galles): le rovine del castello che dominano la città

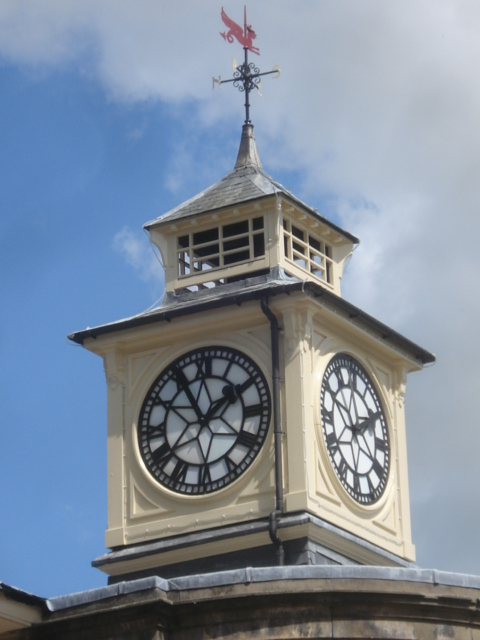
Montgomery: la torre del municipio

Montgomery (in gallese: Trefaldwyn) è una cittadina di circa 1.000 abitanti del Galles centro-orientale, facente parte della contea di Powys e situata lungo il confine con l'Inghilterra e lungo il Montgomery Canal. Un tempo era il capoluogo della contea storica del Montgomeryshire.

## Geografia fisica

### Territorio
Montgomery  si trova nella parte nord-orientale della contea di Powys, tra Welshpool e Newtown (rispettivamente a sud della prima e a nord-est della seconda).

## Origini del nome
Il toponimo Montgomery deriva da quello di un signore normanno, Roger de Montgomery.
Il nome in gallese della località, Trefaldwyn, significa invece "città di Baldwin" deriva invece da quello di un altro signore locale, Baldwin de Boulers.

## Storia
Tra il 1074 e il 1077, fu costruito in loco un motte e bailey per volere del signore normanno Roger de Montgomery.
Dopo alcune lotte, il castello passò nelle mani di Baldwin de Boulers e la città assunse il nome di Trefaldwyn. I Boulers rimasero in possesso dell'edificio fino al 1222.
Nel 1267, la località fu il luogo in cui re Enrico III d'Inghilterra concesse il titolo di principe del Galles a Llywelyn ap Gruffydd.
Nel settembre del 1644, Montgomery fu teatro di una battaglia della guerra civile inglese alla quale presero parte 9.000 soldati.

## Monumenti e luoghi d'interesse
La località è dominata dalle rovine del castello. L'architettura cittadina presenta imponenti edifici in stile georgiano, in particolare nella centrale Broad Street.

### Architetture religiose

#### Chiesa di San Nicola
Altro edificio d'interesse di Montogmery è la Chiesa di San Nicola eretta intorno al 1225, ma che presenta una torre del XIX secolo.
Nella chiesa sarebbero sepolti i resti di un personaggio leggendario, John Davies, noto come "The Robber", che sarebbe stato impiccato nel 1821.

### Architetture militari

#### Castello
Principale edificio della cittadina è il castello di Montgomery (Montgomery Castle) è una fortezza costruita tra il 1223 e il 1233-1234 per volere di re Enrico III d'Inghilterra e demolita in gran parte nel 1649 nel corso della guerra civile inglese.

### Architetture civili

#### Municipio
Tra gli edifici d'interesse di Montgomery, figura il municipio, risalente al 1740.

#### The Old Bell
Altro edificio d'interesse è The Old Bell, un'ex-locanda del XIV secolo trasformato in un museo dedicato alla storia cittadina e alla Cambrian Railway.

## Società

### Evoluzione demografica
Al censimento del 2011, Montgomery contava una popolazione pari a 986 abitanti.